# Proteína morfogénica ósea
Las proteínas morfogénicas óseas, (en inglés: bone morphogenetic proteins, BMP) son factores de crecimiento que pertenecen a la familia de los factores de crecimiento transformantes TGF-beta (TGF-β),una súper familia de proteínas con la capacidad de inducir fuertemente la formación de hueso nuevo, cartílago y tejido conjuntivo.
Esta proteína tiene un peso molecular alrededor de 30000 Da. y se han aislado más de 40 en diferentes tejidos. Las proteínas BMP-1 a BMP-7 están presentes en los tejidos óseos humanos, y las BMP-2 a BMP-7 tienen propiedades osteoinductivas. Aproximadamente, existe un microgramo de cualquiera de estas proteínas por kilogramo de tejido óseo.
Las BMPs son proteínas formadas por dos cadenas polipeptídicas idénticas.

## Funcionamiento
Las BMPs interactúan con receptores específicos que se encuentran en la superficie celular, conocidos como BMPRs (en inglés: bone morphogenetic protein receptors), lo que provoca una transducción de la señal que provoca la movilización de proteínas de la familia de Smad,concretamente Smad1, Smad5 y Smad8. Las rutas de señalización en las que participan BMPs, BMPRs y Smads son importantes en el desarrollo del corazón, el sistema nervioso central, y el cartílago, además de participar en el desarrollo post-natal del hueso. Las BMPs tienen un papel importante durante el desarrollo de los patrones embrionarios y la formación temprana del esqueleto.Cualquier disrrupción de la señalización por BMPs puede afectar al plan corporal del embrión. Por ejemplo, BMP4 y sus inhibidores SMURF1, SMURF2,  nogina y cordina participan en la determinación de la parte posterior y anterior del embrión. Las mutaciones en otras BMPs (como la a esclerostina) están asociadas a varias enfermedades esqueléticas.Se conocen dieciséis proteínas morfogenéticas del hueso, algunas de las cuales también se conocen como proteínas morfogenéticas derivadas de cartílago (CDMPs) y factores de crecimiento (GDFs).
Las BMP intervienen, aparte de en la morfogénesis del hueso y corazón, en la determinación del área ventral de vertebrados, en la del área dorsal en tubo nervioso y en la determinación en el origen de la cresta neural. En animales con simetría bilateral, los factores de crecimiento dpp/BMP definen el eje dorso-ventral.
Su expresión determina la diferenciación de la epidermis si se encuentra a altas concentraciones o de la placa neural si esta en bajas. Niveles intermedios de BMP promueven la diferenciación de las crestas neurales. 
En Drosophila, cascadas de señalización BMP contribuyen a la formación de venas transversales, entre otros procesos.

## Descubrimiento
La comunicación científica en la que se describió el descubrimiento de la actividad morfogenética del hueso fue publicada en 1965 por Marshal R. Urist en la revista Science.
Las proteínas que forman parte de la familia BMPs podrían tener un uso médico, como por ejemplo para fusionar las vértebras, algo necesario en ciertas patologías. Ya se han hecho estudios clínicos con BMP-2 para el tratamiento de varias patologías óseas. BMP-2 y BMP-7 ya están permitidas por la FDA (la agencia sanitaria de los EE. UU.) para su uso clínico, aunque tienen un grave inconveniente: su alto costo, que puede oscilar entre 5000 y los 8000 euros en un tratamiento típico